# Бабич, Матко
Ма́тко Ба́бич (хорв. Matko Babić; род. 28 июля 1998, Загреб, Хорватия) — хорватский футболист, нападающий клуба «Рудеш».

## Карьера

### Клубная карьера
Матко является воспитанником загребского «Динамо». Играл в молодёжных командах «Загреба» и «Локомотивы».
24 мая 2015 года Бабич дебютировал в чемпионате Хорватии, выйдя на замену во встрече со «Сплитом».

### В сборной
Матко в составе юношеской сборной Хорватии (до 17 лет) играл в финальной части чемпионата Европы в Болгарии. На турнире нападающий провёл все матчи своей команды, завоевавшей право участвовать в юношеском чемпионате мира 2015. На мировом первенстве в Чили сборная Хорватии вышла в 1/4 финала, где уступила малийцам. Бабич выходил на поле в 4 матчах своей команды на турнире.